# TV4 (szwedzka stacja telewizyjna)
TV4 – szwedzki komercyjny kanał telewizyjny, który rozpoczął nadawanie przez satelitę 15 września 1990. W 1992 r. rozpoczął nadawanie naziemne, a w 1994 r. stał się największą stacją telewizyjną w Szwecji, przejmując widzów od dwóch kanałów szwedzkiego nadawcy publicznego SVT. Jednak po wprowadzeniu zmian w 2001 r., SVT1 ponownie mogła się cieszyć podobną liczbą widzów co komercyjna TV4.
W latach 2004–2019 stacja była członkiem Europejskiej Unii Nadawców.